# (13096) Tigris
(13096) Tigris ist ein Asteroid des äußeren Hauptgürtels, der am 27. Januar 1993 von dem belgischen Astronomen Eric Walter Elst am Schmidt-Teleskop des französischen Observatoire de Calern bei Grasse (IAU-Code 010) entdeckt wurde. Sichtungen des Asteroiden hatte es vorher schon gegeben: am 23. Dezember 1984 unter der vorläufigen Bezeichnung 1984 YC2 am Krim-Observatorium in Nautschnyj und am 11. Oktober 1990 (1990 TB12) am Karl-Schwarzschild-Observatorium im thüringischen Tautenburger Wald.
Der Asteroid gehört zur Cybele-Gruppe, einer dynamischen Gruppe von Asteroiden jenseits der Hecuba-Lücke. Die Umlaufbahnen der Mitglieder stehen in 7:4-Resonanz zum Planeten Jupiter, wodurch sie stabilisiert werden. Die Gruppe wurde nach dem Asteroiden (65) Cybele benannt.
(13096) Tigris wurde am 6. August 2003 nach dem Fluss Tigris benannt.